# Florian Baron
Florian Baron (* 1984 in Berlin) ist ein deutscher Filmregisseur, Drehbuchautor und Produzent.
2013 war er Stipendiat des DAAD, 2018 wurde er für den Deutschen Kurzfilmpreis und den Deutschen Menschenrechts-Filmpreis nominiert und sein Film „Stress“ wurde auf der Dok Leipzig 2018 in der Next Masters Competition mit dem Förderpreis der DEFA-Stiftung ausgezeichnet.

## Leben
Florian Baron wurde in Berlin geboren und lebte nach seinem Abitur von 2004 bis 2006 in Japan, wo er an verschiedenen Film- und Videokunstwerken arbeitete. Von 2007 bis 2012 studierte er Regie an der HFF Konrad Wolf Filmschule Babelsberg-Potsdam. Neben klassischer Regie arbeitet Baron auch mit experimentellen und räumlichen Bewegtbildformaten und stellt seine Arbeiten im Kunstkontext aus. Er lebt in Berlin.

## Filmografie (Auswahl)
- 2018 Stress, 83 min, Dokumentarfilm
- 2017 Joe Boots, 29 min, Dokumentarfilm
- 2014 In the Forest of Apremont, 100 min, Dokumentarfilm
- 2012 THE FINAL CALL', 60 min, Essay
- 2010 Radio Taxi, 17 min, Dokumentarfilm
- 2009 searching, 13 min, Fiction
- 2008 the video market, 30 min, Dokumentarfilm
- 2006 Wanakio - Art in the City, 55 min, Dokumentarfilm
- 2002 Buy me, 20 min, Dokumentarfilm